# 車内非常通報装置

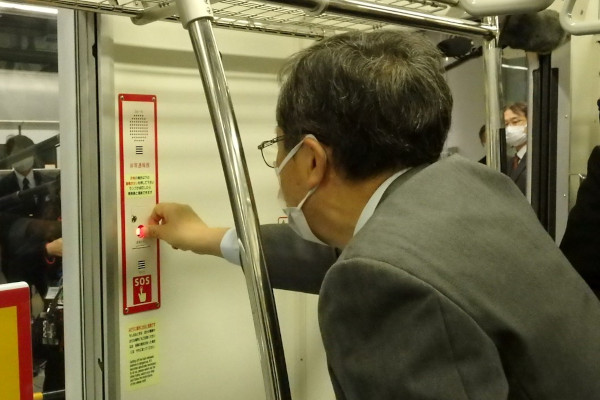
車内非常通報装置を押す様子（東京メトロ総合研修訓練センターにて）

車内非常通報装置（しゃないひじょうつうほうそうち）とは、列車（鉄道車両）内で非常事態が発生したことを乗務員に知らせる装置（「列車非常通報装置」とも）。乗客にはわかりやすく「車内非常ボタン」や「非常連絡ボタン」・「非常通報器」と案内されることもある。

## 概要

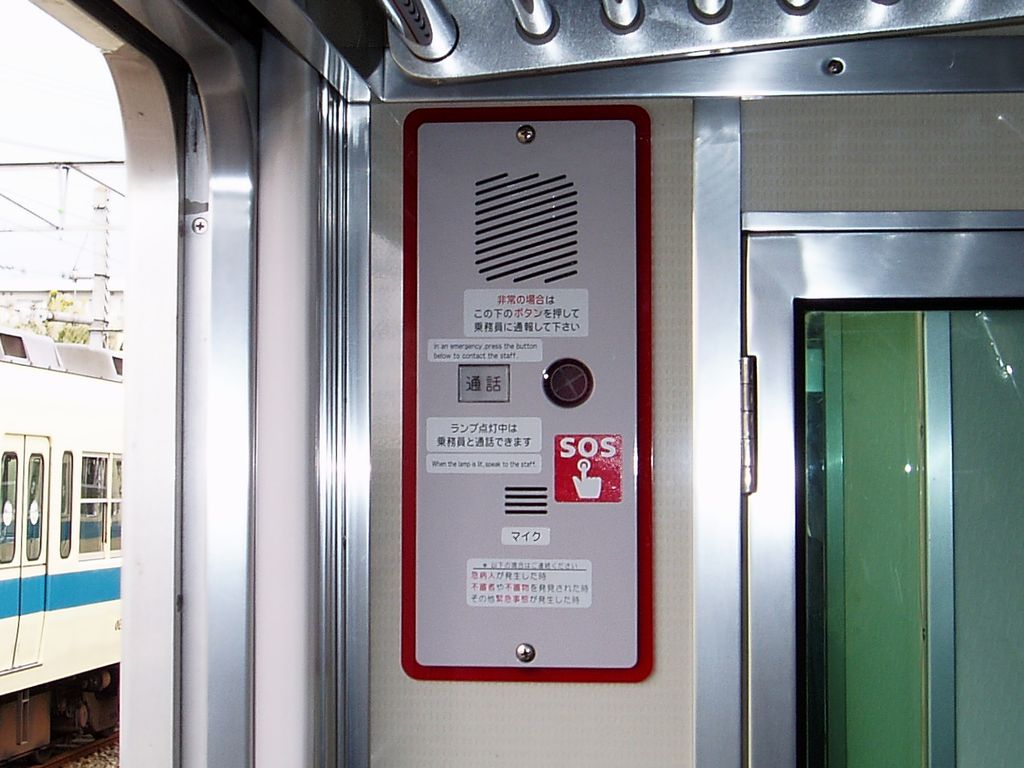
非常通報器（小田急電鉄）

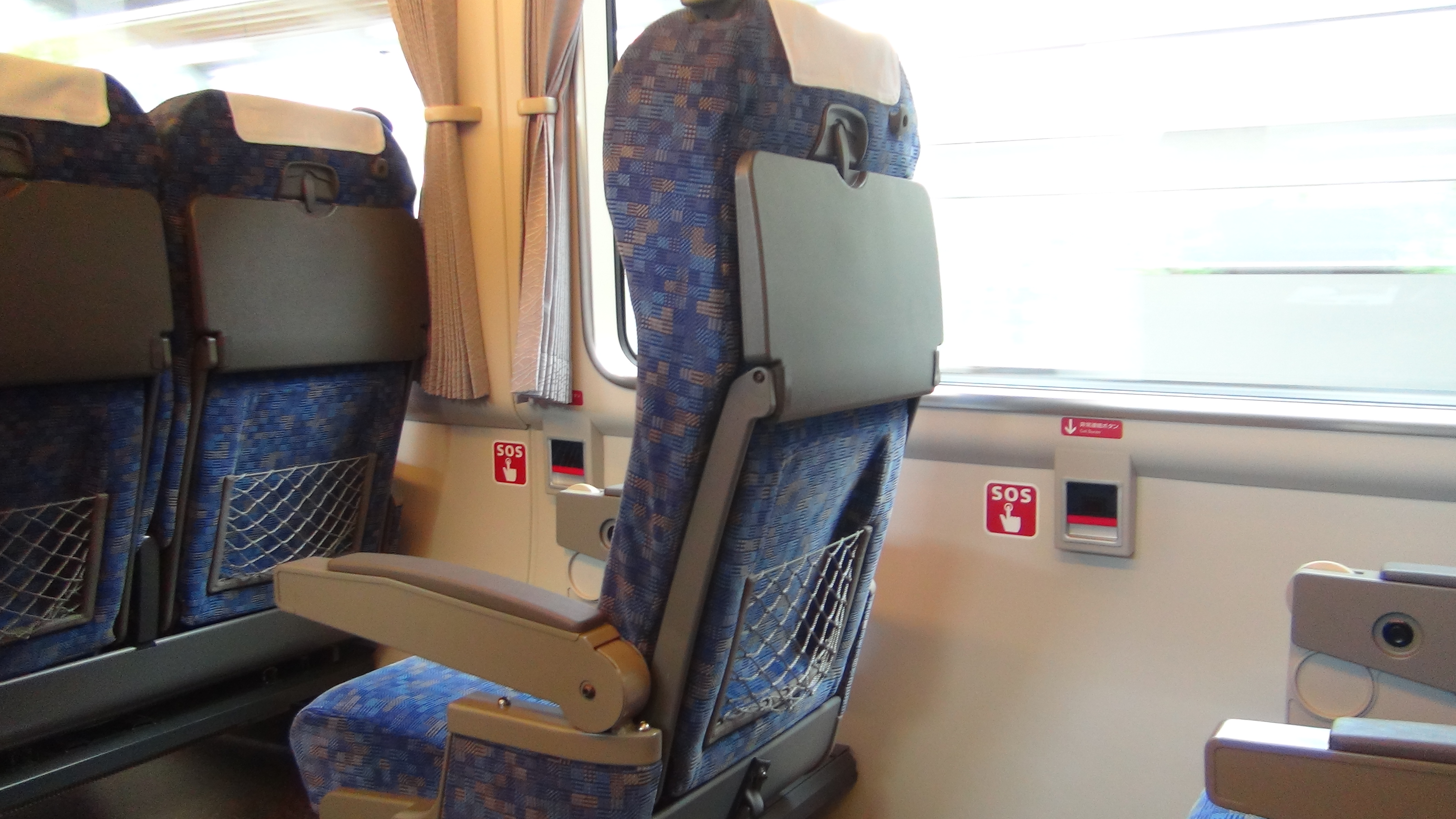
車椅子対応座席横にある、非常連絡ボタン（JR西日本287系電車）

車内で非常事態（火災・急病人・事件等の発生・不審物の発見等）が発生した場合には装置のボタンを押下することにより、車外のオレンジ色の車側灯が点灯する（赤色は開扉表示）ほか、乗務員室ではブザーが鳴動する。乗務員の確認のため何号車で押されたかをモニタできる車両もある。古いタイプでは単に異常を知らせるだけで、「警報式」とも呼ばれる。
信号発信に気づいた場合、運転士は次の駅に入線する際に短点連打の警笛を鳴らし、駅員に該当車両への集合を求める。また通話可能タイプでもブザーのみのタイプでも、押された場合には（トンネル内や橋梁上を除いて）必ず非常ブレーキで停車する取り扱いを行っている会社もある（例：JR西日本）。
1990年代に入ってから採用が多くなっている通話機能対応タイプ（対話式・通話式）の場合は、マイクを通じて乗務員と乗客が相互に通話が可能である。このタイプはどのような異常なのかを乗務員が迅速に判断できるというメリットがある。
ワンマン運転を行っている路線では、運転士が何らかの理由で応対出来ない（ボタンを押してから10秒間応答がない）場合には列車無線を通じて運転指令所の指令員が代って応対できるシステムの路線・車両もある。
東日本旅客鉄道（JR東日本）では「非常通報器」という名前で導入されており、E231系の場合は車両の貫通扉付近に導入されている。また、トイレには「連絡用ブザー」があり、トイレ内で緊急事態が発生した際、連絡用ブザーを扱い、そのブザーを聞いた乗客が、近くの非常通報器を用いて車掌に連絡する必要がある。E233系では、E231系の非常通報器よりも小型化・スリム化され、設置場所もドア横の車椅子スペースなどに設置されるようになった。そしてトイレ内にも非常通報器が設置されるようになり、連絡用ブザーのように乗客が取り次いで車掌に連絡する必要がなくなった。

## 設置場所とSOSシール
JRの車両では多くの場合は各車両の連結部ドア横や車椅子スペースに、地下鉄および私鉄では各車両の1または2か所のドア横に設置されていることが多い。
また、西日本旅客鉄道（JR西日本）は2006年（平成18年）に発生した滋賀電車内駅構内連続強姦事件を受け、装置の存在を分かりやすくするために装置の近くに「SOS」と書かれたステッカーを貼っている。その結果、それまで同社では犯罪行為や迷惑行為の通報に装置が使われたことはなかったが、2007年5月25日に初めて痴漢の通報に使われた（関西の大手私鉄では既に痴漢などの通報に使われたことがあった）。現在、「SOS」ステッカーは他社でも使われている。

## 通報装置作動時の対応
車内で急病人が発生した際や乗客同士のトラブル時には、最寄りの駅に停車してから対処することが、病人の搬送などで円滑な対処がおこなえる点や列車の遅延を最小限にできる点で望ましく、車両トラブルの場合は、駅以外の場所でも停車して対応することが、事故防止の可能性が高いとされる。